# 302849 Richardboyle
302849 Richardboyle è un asteroide della fascia principale. Scoperto nel 2003, presenta un'orbita caratterizzata da un semiasse maggiore pari a 3,1577303 UA e da un'eccentricità di 0,1147130, inclinata di 25,60892° rispetto all'eclittica.
L'asteroide è dedicato all'astronomo statunitense Richard P. Boyle.